# Општина Черцешти (Галац)
Черцешти (рум. Cerţeşti) општина је у Румунији у округу Галац.
Oпштина се налази на надморској висини од 208 m.